# Édouard Daladier
Édouard Daladier, född 18 juni 1884 i Carpentras, död 10 oktober 1970 i Paris, var en fransk politiker (Parti Radical).

## Biografi
Daladier blev 1919 vald till radikal deputerad. Han omvaldes 1924 och 1928, och blev kolonialminister i Édouard Herriots regering och var därefter krigsminister i Paul Painlevés och Aristide Briands regeringar 1925, undervisningsminister i Briands ministär 1926 samt i Herriots tredagarsministär i juli 1926. År 1927 valdes han till Herriots efterträdare som partiledare för radikala och radikalsocialistiska partiet, och företrädde inom partiet en vänsterriktning med socialistisk tendens. 
I november 1929 fick han efter Briands avgång uppdrag att bilda ministär och erbjöd socialistpartiet att dela regeringsansvaret. Då hans erbjudande avslogs och han sedan förgäves sökt utan deras medverkan bilda en klar vänsterministär, fick han ge upp försöket. Han vägrade därefter att anta erbjudandet att tillsammans med en del partikamrater ingå i André Tardieus ministär. Genom detta skärptes den konflikt som redan tidigare funnits mellan hans fraktion och mera moderata inom den radikala parlamentsgruppen, och på nyåret 1930 beslöt gruppen att utse Camille Chautemps för en utbrytargrupp, medan Daladier kvarstod som radikala partiets ordförande. Genom detta fick Chautemps i februari 1930 uppdraget att bilda ministär. I denna kortvariga ministär var Daladier minister för offentliga arbeten, och innehade från december 1930 samma post i Théodore Steegs ministär.
Daladier var fransk konseljpresident (regeringschef) januari-oktober 1933, januari-februari 1934 och april 1938-mars 1940. Under Daladiers tredje period som konseljpresident, inträffade den så kallade Tjeckoslovakienkrisen. Frankrike var garantimakt åt Tjeckoslovakien, men 1938 krävde Adolf Hitler att de tre miljoner sudettyskar som var tjeckiska medborgare skulle anslutas till Tyskland. Tillsammans med Storbritanniens premiärminister Chamberlain och Mussolini föreslog Daladier, under hot om krig mot Tyskland, Hitler en plan att på fredlig väg överta sudettyskarnas områden vilket ledde till den så kallade Münchenöverenskommelsen. När Hitler i mars 1939 invaderade Prag, var det den brutna överenskommelsen som fick Frankrike och Storbritannien att byta den eftergivna hållningen mot Tyskland, vilket senare under året ledde till utbrottet av andra världskriget.
Daladier var mannen bakom slagordet "de 200 familjerna" som han under 1930-talet påstod ägde Frankrike. Siffran hade han tagit från de 200 företag och organisationer som ägde representation i Banque de Frances styrelse. Slagordet vann stort genomslag. Från april 1943 fram till krigsslutet var Daladier fängslad i Tyskland. Först en månad i koncentrationslägret Buchenwald och sedan på andra platser.  